# یلبولاک-ماتویفکا
یلبولاک-ماتویفکا (انگلیسی: Yelbulak-Matveyevka) یک شهرک در شهرستان بیژبولیاکسکی باشقیرستان کشور روسیه است.